# Tycker om dig: Svängiga låtar från förr
Tycker om dig: Svängiga låtar från förr är ett coveralbum av det svenska dansbandet Drifters, släppt 2008 på Frituna., och bestående av covers på gamla hitlåtar mellan 1950- och 70-talen. Albumet nådde som högst andra plats på den svenska albumlistan, vilket skedde den 11 september 2008.
2009 hade albumet sålt guld i Sverige.

## Låtlista
| Nr  | Titel                                                                         | Låtskrivare                                                      | Längd |
| --- | ----------------------------------------------------------------------------- | ---------------------------------------------------------------- | ----- |
| 1.  | Jag önskar att det alltid vore sommar (It Might As Well Rain Until September) | Bengt Palmers, Bodil Olsson, Gerry Goffin, Carole King           | 3.28  |
| 2.  | Kan ingen tala om för mig när tåget går? (Is Anybody Goin' to San Antone?)    | Bengt Palmers, Dave Kirby, Glen Martin                           | 2.31  |
| 3.  | Stand by Your Man                                                             | Tammy Wynette, Billy Sherill                                     | 2.57  |
| 4.  | På nian på lördag (Saturday Night at the Movies)                              | Green, Barry Mann, Cynthia Weil                                  | 2.56  |
| 5.  | I've Told Ev'ry Little Star                                                   | Jerome Kern, Oscar Hammerstein                                   | 2.38  |
| 6.  | Tycker om dig (Finalmente)                                                    | Britt Lindeborg, Ricky Gianco, Dante Pieretti och Gianni Sanjust | 3.07  |
| 7.  | Birds and Bees                                                                | Herb Newman                                                      | 2.13  |
| 8.  | Bobby's Girl                                                                  | Henry Hoffman/Garry Klein                                        | 3.06  |
| 9.  | När du tar mig i din famn                                                     | Agnetha Fältskog, Ingela "Pling" Forsman                         | 3.52  |
| 10. | Trettifyran (This Ole House)                                                  | Olle Adolphson, Stuart Hambley                                   | 3.21  |
| 11. | They Don't Know About Us                                                      | Kirsty MacColl                                                   | 3.00  |
| 12. | Making Love                                                                   | Sandström, Robinson                                              | 2.17  |
| 13. | Spara sista dansen (Save the Last Dance for Me)                               | Larsson, Doc Pomus, Mort Schuman                                 | 2.59  |

## Listplaceringar
| Lista (2008) | Topplacering |
| ------------ | ------------ |
| Sverige      | 2            |

### Drifters
- Erica Sjöström - Sång och saxofon
- Ronny Nilsson - Gitarr
- Stellan Hedevik - Trummor
- Kent Liljefjäll - Bas

- Arrangerad och producerad av: Kent Liljefjäll och Martin Klaman
- Mastering: Uffe Börjesson, Earhear
- Foto: Thomas Harrysson
- A & R: Pär Winberg

### Fotnoter
1. ↑  Dansbandsbloggen 24 augusti 2008 - Drifters släpper platta med schlagerklassiker Arkiverad 17 augusti 2010 hämtat från the Wayback Machine.
2. ↑  ”Tycker om dig: Svängiga låtar från förr”. Svensk mediedatabas. 26 februari 2008. http://smdb.kb.se/catalog/id/002630066. Läst 30 augusti 2010.
3. ↑  ”Drifters har sålt guld”. Danslogen. 10 augusti 2009. http://www.danslogen.se/nyhet/1322. Läst 23 oktober 2014.
4. ↑  ”Tycker om dig: Svängiga låtar från förr”. Swedishcharts. 26 februari 2008. http://swedishcharts.com/showitem.asp?interpret=Drifters&titel=Tycker+om+dig+%2D+Sv%E4ngiga+l%E5tar+fr%E5n+f%F6rr&cat=a. Läst 17 april 2009.